# Isola di McNeil
L'isola di McNeil (McNeil Island in lingua inglese) è un'isola situata nello stretto di Puget nello stato di Washington (Stati Uniti d'America).
Ha ospitato un penitenziario, attivo dal 1867 al 1981, che ha ospitato criminali famosi quali Robert Stroud, Roy Gardner, Alvin Karpis, Frederick Emerson Peters, Roy Olmstead, Mickey Cohen e Charles Manson.
Si trova 4,5 km dalla città Steilacoom, a nord dell'isola Anderson. L'isola è lunga circa 3,6 km e larga 4,8; la sua superficie totale è di 17,177 km².

## Storia

### La colonizzazione ed i primi insediamenti
Il nome "McNeil" deriva da quello di William Henry McNeil, capitano della compagnia della Baia di Hudson, e fu dato all'isola nel 1841 da Charles Wilkes, della United States Exploring Expedition.
I primi coloni documentati sull'isola furono Ezra Meeker e suo fratello Oliver, che si stabilirono qui nel giugno del 1853.

### La costruzione della prigione
La necessità di una prigione per il territorio di Washington fu evidenziata nel 1855 dalla sua Assemblea legislativa, ma il progetto fu autorizzato dal Congresso solo nel 1867. Il luogo scelto fu Steilacoom, una città industriale a metà tra Fort Vancouver e Port Towsend; non riuscendo tuttavia a comprare terreni sulla terraferma, la Commissione Penitenziaria comprò quindi parte dell'isola.
La costruzione della prigione iniziò nel 1871 e fu completata due anni dopo, anche se, inspiegabilmente, erano state costruite solo le celle, senza alcuna installazione di supporto (cucine, bagni, uffici, sistemazioni per le guardie). Dopo aver rimediato a questa mancanza, il penitenziario fu aperto ufficialmente il 28 maggio 1875, quando tre prigionieri vi furono rinchiusi con tre guardie di scorta.

### Le infrastrutture
All'inizio degli anni ottanta del XIX secolo sull'isola erano presenti una quindicina di coloni, che vivevano in piccole fattorie; la maggior parte di essi aveva tuttavia un altro lavoro.
Con l'ammissione del territorio di Washington come Stato, la prigione divenne un penitenziario federale. Dopo l'inizio del XX secolo la prigione iniziò ad essere ammodernata: nel 1906 fu costruita un'infermeria, nel 1911 fu dotato di corrente elettrica, mentre nel 1926 il carcere fu demolito e ricostruito, e quattro anni più tardi allargato con due nuove ali. Il telefono, inventato nel 1875, non arrivò nell'isola fino al 1923; nel 1936 fu risolto il problema dell'approvvigionamento dell'acqua costruendo una diga su un torrente dell'isola. Inoltre, tra il 1925 ed il 1936, il governo completò l'acquisizione dell'intera isola, facendola divenire la prigione più estesa degli Stati Uniti.

### La dismissione del penitenziario
Durante la seconda guerra mondiale il penitenziario, come altre prigioni federali, fu usato per la costruzione di rimorchiatori in legno. Nel 1948 la prigione divenne un campo di lavoro, con una popolazione di quasi 1000 detenuti; era praticato l'allevamento del bestiame. Nel 1976 il penitenziario fu dichiarato obsoleto e troppo costoso, e fu deciso di chiuderlo; l'ultimo prigioniero lasciò l'isola nel marzo 1981.